# Ecionemia cinerea
Ecionemia cinerea är en svampdjursart som beskrevs av Thiele 1900. Ecionemia cinerea ingår i släktet Ecionemia och familjen Ancorinidae. Inga underarter finns listade i Catalogue of Life.